# 中国人民解放军第二十一兵团
中国人民解放军第二十一兵团，是中国人民解放军的一个兵团。

## 沿革历史
陈明仁指挥的中华民国国军第一兵团于1949年8月5日追随程潜在长沙通电起义。8月14日集结于浏阳地域，改称“中国国民党人民解放军第一兵团”，兵团司令员陈明仁，副司令员李觉、魏镇，辖第一军、第二军、第三军。
1949年11月下旬，中央人民政府人民革命军事委员会把该兵团改编为“中国人民解放军第二十一兵团”，12月1日四野政治部副主任陶铸正式授予该兵团番号与军旗。辖第52军、第53军。
1950年1月下旬，兵团部移驻醴陵，第52军移驻攸县，第53军移驻安仁县。开始政治整训。1951年1月乘火车开赴桂林，参加广西剿匪作战。1952年5月，由唐天际政委率领兵团部改编为中南军区荆江分洪工程指挥部。

## 主要战役和战斗
- 1951年至1952年广西作战

## 編制

### 兵团首长
| 司令员                       | 政委                         | 副司令员             | 副政委 | 参谋长 | 政治部主任 | 副参谋长 | 政治部副主任 |
| ---------------------------- | ---------------------------- | -------------------- | ------ | ------ | ---------- | -------- | ------------ |
| 陈明仁（1949.12-1952.5）上将 | 唐天际（1949.12-1952.5）中将 | 李觉 傅正模 魏镇少将 |        |        | 方正平中将 |          |              |

### 下辖部队
- 第52军：
  - 军长王劲修
  - 副军长康朴、戴文为，
  - 第214师（师长曾京）
  - 第215师（师长张镜白）
  - 第216师（师长张诚文）
- 第53军
  - 军长彭杰如
  - 副军长汤季楠，张际泰
  - 第217师（师长姜和瀛）
  - 第218师（师长何元恺）
  - 第219师（师长周笃恭）